# Los Altos (Amèrica Central)
Los Altos (traduït del castellà al català «les Terres Altes») fou una regió de l'Amèrica Central que es va afegir com a sisè estat a la federació de les Províncies Unides de l'Amèrica Central a la dècada del 1830, amb el nom de República del Sisè Estat de Los Altos (en espanyol, República del Sexto Estado de Los Altos). Tenia la capital a Quetzaltenango i ocupava l'oest de l'actual Guatemala i parts de l'estat mexicà de Chiapas.
L'estat es va originar arran de les diferències polítiques i les tensions existents entre la ciutat de Guatemala, d'una banda, i Quetzaltenango i altres parts de l'oest de l'Amèrica Central de l'altra. El debat sobre la separació de Guatemala data de poc després de la declaració d'independència de les Províncies Unides d'Espanya el 1821. De fet, l'assemblea constitucional federal de novembre del 1824 ja preveia la creació d'un estat separat, però a la ciutat de Guatemala hi havia una considerable oposició al projecte.
La independència de Los Altos de l'estat guatemalenc fou proclamada oficialment el 2 de febrer del 1838. El govern federal va reconèixer Los Altos com el sisè estat de la Federació, els representants del qual es van asseure al Congrés Federal el 5 de juny d'aquell any. La bandera de Los Altos era una modificació de la de les Províncies Unides, amb un escut central en forma de segell que representava un quetzal (ocell local que simbolitzava la llibertat) amb un volcà al fons. De fet, aquesta bandera fou la primera de l'Amèrica Central que utilitzava el quetzal com a símbol; des del 1871 surt representat a la bandera de Guatemala.
Quan la Federació va entrar en una guerra civil, Los Altos es va declarar com a república independent. El 1840 l'exèrcit de Rafael Carrera va reincorporar per la força a Guatemala la ciutat de Quetzaltenango i gran part del territori de Los Altos. El 2 d'abril d'aquell any, la majoria de funcionaris del nou govern de Los Altos, capturats per l'exèrcit de Carrera, foren executats per ordre expressa del president conservador guatemalenc.